# Małgorzata Malatesta

Herb rodu Malatesta

Małgorzata Malatesta (ur. w 1370, zm. 28 lutego 1399) - córka Galeotto I Malatesty i Gentile da Varano. W 1393 została żoną Franciszka I Gonzagi, pana Mantui i miała z nim syna Gianfrancesco, który został następcą ojca i I markizem Mantui oraz córkę Aldę (zm. w 1405), która poślubiła Francesco Novello z Carrary, władcę Padwy. Małgorzata prawdopodobnie wniosła do rodziny Gonzagów gen warunkujący krzywicę u męskich potomków rodu. Choroba ta ujawniała się w tej rodzinie aż do XVI w.